# 800 meter för herrar vid inomhusvärldsmästerskapen i friidrott 2022
Herrarnas 800 meter vid inomhusvärldsmästerskapen i friidrott 2022 hölls den 18 och 19 mars 2022 på Štark arena i Belgrad i Serbien. 23 tävlande från 17 nationer deltog. 8 tävlande gick vidare från försöksheaten till finalen.
Mariano García från Spanien vann guldet på tiden 1.46,20. Silvermedaljen togs av kenyanska Noah Kibet på tiden 1.46,35 och bronset gick till amerikanska Bryce Hoppel på tiden 1.46,51.

## Resultat

### Försöksheat
Kvalificeringsregler: De två första i varje heat 0Q0 gick vidare till finalen.
Försöksheaten startade den 18 mars klockan 12:50.
| Placering | Heat | Namn              | Nationalitet   | Tid     | Noteringar |
| --------- | ---- | ----------------- | -------------- | ------- | ---------- |
| 1         | 4    | Isaiah Harris     | USA            | 1.47,00 | 0Q0        |
| 2         | 4    | Álvaro de Arriba  | Spanien        | 1.47,97 | 0Q0        |
| 3         | 4    | Samuel Chapple    | Nederländerna  | 1.48,09 |            |
| 4         | 2    | Marco Arop        | Kanada         | 1.48,13 | 0Q0        |
| 5         | 4    | Collins Kipruto   | Kenya          | 1.48,18 |            |
| 6         | 2    | Andreas Kramer    | Sverige        | 1.48,25 | 0Q0        |
| 7         | 1    | Noah Kibet        | Kenya          | 1.48,31 | 0Q0        |
| 8         | 3    | Mariano García    | Spanien        | 1.48,32 | 0Q0        |
| 9         | 3    | Eliott Crestan    | Belgien        | 1.48,53 | 0Q0        |
| 10        | 2    | Mostafa Smaili    | Marocko        | 1.48,57 |            |
| 11        | 4    | Marc Reuther      | Tyskland       | 1.48,63 |            |
| 12        | 1    | Bryce Hoppel      | USA            | 1.48,77 | 0Q0        |
| 13        | 4    | Charlie Hunter    | Australien     | 1.49,07 |            |
| 14        | 1    | Guy Learmonth     | Storbritannien | 1.49,13 |            |
| 15        | 3    | Djamel Sejati     | Algeriet       | 1.49,22 |            |
| 16        | 1    | Filip Šnejdr      | Tjeckien       | 1.49,29 |            |
| 17        | 2    | Balázs Vindics    | Ungern         | 1.49,52 |            |
| 18        | 1    | Aurèle Vandeputte | Belgien        | 1.49,59 |            |
| 19        | 3    | Tony van Diepen   | Nederländerna  | 1.49,80 |            |
| 20        | 3    | Alex Amankwah     | Ghana          | 1.49,96 |            |
| 21        | 3    | Charlie Grice     | Storbritannien | 1.50,17 | 0SB0       |
| 22        | 2    | Mark English      | Irland         | 1.51,35 |            |
| 23        | 1    | Quamel Prince     | Guyana         | 1.55,85 |            |
| 24        | 2    | Elliot Giles      | Storbritannien | 0DNS0   | 0DNS0      |

### Final
Finalen startade den 19 mars klockan 19:10.
| Placering | Namn             | Nationalitet | Tid     | Noteringar |
| --------- | ---------------- | ------------ | ------- | ---------- |
| 1         | Mariano García   | Spanien      | 1.46,20 |            |
| 2         | Noah Kibet       | Kenya        | 1.46,35 |            |
| 3         | Bryce Hoppel     | USA          | 1.46,51 |            |
| 4         | Álvaro de Arriba | Spanien      | 1.46,58 |            |
| 5         | Andreas Kramer   | Sverige      | 1.46,76 |            |
| 6         | Eliott Crestan   | Belgien      | 1.46,78 |            |
| 7         | Isaiah Harris    | USA          | 1.47,00 |            |
| 8         | Marco Arop       | Kanada       | 1.47,58 |            |